# Cimitero paleocristiano di Pécs
Il cimitero paleocristiano di Pécs è un sito archeologico risalente al IV secolo. La necropoli contiene molte tombe decorate, mausolei e cappelle funerarie del periodo paleocristiano; si trova nel centro della città ungherese di Pécs, l'antica  Sopianae romana. Si tratta di uno dei cimiteri romani più significativi al di fuori dell'Italia.
Nel 2000 il cimitero paleocristiano di Pécs è diventato patrimonio dell'umanità dell'UNESCO.

## Storia
Nel I secolo d.C., quella che sarebbe diventata l'Ungheria occidentale fu incorporata nell'Impero Romano come parte della provincia di Pannonia. Poco dopo, la città di Sopianae, dove sorge l'odierna Pécs, fu fondata da coloni provenienti dall'ovest che si erano sposati con il popolo illirico-celtico locale. Nel IV secolo, la città era diventata prospera grazie alla sua posizione all'incrocio di molteplici rotte commerciali. A nord della città fu costruito un cimitero, utilizzato per le sepolture cristiane fino alla dissoluzione dell'Impero Romano.
La prima delle camere fu scoperta e scavata nel 1782, dopo la demolizione di un palazzo di epoca rinascimentale. Ulteriori scavi nel XX secolo guidati da Otto Szőnyi e dall'architetto István Möller hanno portato alla luce altre tombe.

## Descrizione
In totale, la necropoli contiene 20 monumenti scavati e oltre 500 tombe più modeste raggruppate intorno ai monumenti principali. Rappresenta una delle più grandi e dense collezioni di monumenti funerari nelle province romane settentrionali e occidentali. I monumenti erano per le famiglie benestanti di Sopianae e servivano sia come luogo di sepoltura che come luogo delle cerimonie di sepoltura.  La necropoli si sviluppa su due piani: una rete di camere sotterranee, catacombe e cripte costruite in pietra calcarea dove i morti venivano sepolti in sarcofagi o tombe in mattoni, e cappelle e mausolei fuori terra costruiti in cima.
Le camere funerarie sono riccamente decorate con murales raffiguranti scene del cristianesimo (tra cui immagini degli Apostoli, Giona e Sadrac, Mesac e Abednego), oltre a motivi floreali e geometrici. In alcune delle camere, i ritratti dei sepolti fiancheggiano le pareti.
Il sito si estende sotto tutta l'area della piazza antistante la cattedrale di Santo Stefano (Szent Istvan ter). Gli scavi, iniziati nel 1870 e tuttora in corso, hanno portato alla scoperta di 16 cappelle funerarie. Fra queste risultano particolarmente significative due cappelle, una trichora, sul lato sinistro della piazza, scoperta nel 1922 (non visitabile); ed una septichora sul lato destro della piazza, scoperta nel 1913. In questa ultima in particolare, dal 2002 sono iniziati nuovi scavi, che hanno portato a scoperte di grande importanza.
Di grande interesse è la camera sepolcrale dell'anfora (o brocca), scoperta nel 1938, che prende il nome dall'anfora per il vino dipinta in una nicchia.